# داني ليما
داني ليما (بالإنجليزية: Danny Lima) هو لاعب دوري الرغبي نيوزيلندي، ولد في 27 يوليو 1975 في ساموا.